# ویتو لئونتی
ویتو لئونتی (انگلیسی: Vito Leonetti؛ زادهٔ ۱۶ مارس ۱۹۹۴) بازیکن فوتبال اهل ایتالیا است.
از باشگاه‌هایی که در آن بازی کرده‌است می‌توان به باشگاه فوتبال باری اشاره کرد.